# Eduardo Torre de la Fuente
Eduardo Torre de la Fuente Ortega (Madrid, 3 de abril de 1919-2009) fue un decorador y diseñador cinematográfico español. 

## Biografía
Hermano de la actriz Amelia de la Torre, se inició como decorador de cine en 1939, y en la década de 1940 fue nombrado decorador de los Estudios Raptence. Fue uno de los pioneros del diseño de vestuario, debutante en 1947 como diseñador de vestuario de las películas La fe, La princesa de los Ursinos y Don Quijote de La Mancha, continuó con Noche de Reyes y La duquesa de Benamejí de Luis Lucia Mingarro, y en 1952 en Bienvenido, Mister Marshall. Después continuaría con el figurinista Manuel Comba con Lo beso de Judas de Rafael Gil (1954) y Marcelino pan y vino de Ladislao Vajda (1954). Ha sido diseñador de vestuario de un total de 17 películas y decorador de un total de 132 producciones para cine y televisión. Sus últimas producciones fueron como jefe de decoración en Los paraísos perdidos de Basilio Martín Patino y como escenógrafo en 1987 de El polizón del Ulises, de Javier Aguirre. El 1988 fue nominado a Goya a la mejor dirección artística por La monja alférez, pero no obtuvo el premio. Fue miembro de la Academia de las Artes y las Ciencias Cinematográficas de España.

## Premios
Medallas del Círculo de Escritores Cinematográficos
| Año  | Categoría          | Película    | Resultado |
| ---- | ------------------ | ----------- | --------- |
| 1971 | Mejor ambientación | La araucana | Ganador   |